# Prostějov (huyện)
Huyện Prostějov (tiếng Séc: Okres Prostějov) là một huyện (okres) nằm trong vùng Olomouc của Cộng hòa Séc. Huyện Prostějov có diện tích 770 km², dân số năm 2002 là 109524 người. Thủ phủ huyện đóng ở Prostějov. Huyện này có 96 khu tự quản.

## Các khu tự quản
Huyện Prostějov có 96 khu tự quản sau: